# Ciobanu
Ciobanu è un comune della Romania di 3 479 abitanti del distretto di Costanza, nella regione storica della Dobrugia.
Il comune è formato dall'unione di 2 villaggi: Ciobanu e Miorița.